# دهه ۱۲۴۰ (پیش از میلاد)
دهه ۱۲۴۰ (پیش از میلاد) صد و بیست و چهارمین دهه قبل از مبدا شروع تقویم میلادی است.